# Lav Diaz
Lavrente Indico Diaz (Datu Paglas, 30 de dezembro de 1958), mais conhecido como Lav Diaz, é um cineasta filipino e ex-crítico de cinema. 

## Biografia
Ele é conhecido como um dos membros-chave do movimento do slow cinema, tendo realizado vários dos filmes com maior duração já registrados. Embora faça filmes desde o final dos anos noventa, Diaz não atraiu muita atenção do público fora das Filipinas e do circuito dos festivais até o lançamento de seu filme Norte, o Fim da História em 2013, que entrou na seção Un Certain Regard do Festival de Cannes em 2013. Seus três filmes subsequentes receberam muita atenção da crítica e muitos prêmios, com Do Que Vem Antes de 2014 que lhe conquistou o Leopardo de Ouro no Festival Internacional de Cinema de Locarno em 2014, bem como uma indicação de Melhor Diretor no Asian Film Awards. Canção Para Um Doloroso Mistério, de 2016, competiu pelo Urso de Ouro no 66º Festival Internacional de Cinema de Berlim e ganhou o Prêmio Alfred Bauer. The Woman Who Left, também de 2016, competiu no 73º Festival Internacional de Cinema de Veneza e ganhou o Leão de Ouro. Seu penúltimo filme (até agora), Season of the Devil, participou do 68º Festival Internacional de Cinema de Berlim e ganhou o prêmio de Melhor Filme (Seção Gemas) no Festival de Cinema de Cartagena.